# プライマリーテスト・オブ・ノンバーバルインテリジェンス
プライマリーテスト・オブ・ノンバーバルインテリジェンスは、ロン・マギー博士とデイビッド・エイラー博士により、アメリカで出版された新しいテストである。テストの対象年齢は3歳から9歳で、英語名はPrimary Test of Nonverbal Intelligence (PTONI)。Pro Ed社から2008年に出版されている。問題の指示は、日本語を含め、8カ国語に翻訳され、マニュアルに記載されている。